# 片柳忠男
片柳 忠男（かたやなぎ ただお、1908年3月 - 1985年5月15日）は、日本のコピーライター・宣伝家、テレビ、ラジオのプロデューサー、画家、伝記作家。 

## 経歴
栃木県出身。ライオン歯磨宣伝部に勤務、オール女性社社長、宣伝文化研究所長、アルス取締役、大和書店社長、オリオン社社長。
浜田増次とともに商業美術運動を始め、戦時中は大東亜宣伝連盟常務理事、海軍嘱託、戦後は東京都民劇場運営委員、日本宣伝研究所長、電通PRセンター取締役。また画家、テレビ、ラジオのプロデューサーでもある。

## 編著書
- 『雨・風・曇 宣伝という窓から見れば』新聞研究社 1956
- 『広告の中に生きる男 吉田秀雄伝』オリオン社出版部 1959　『広告の鬼 吉田秀雄』オリオン社 1963
- 『片柳忠男』三彩社 1960
- 『創意の人 正力松太郎』オリオン社出版部 1961
- 『カッパ大将 神吉晴夫奮戦記』オリオン社出版部 1962
- 『くすり太閤記』オリオン社 1963
- 『なんでも喋ろう』編 オリオン社 1963
- 『アンネの秘密 考えるとき成功がはじまる』（坂井泰子） オリオン社 1964
- 『創意の人正力松太郎言行録』オリオン社 1964
- 『愛憎・苦楽 プロデューサー日記』オリオン社 1965
- 『キャバレー太郎 世にも奇妙な男の物語』オリオン社 1966
- 『評伝三波春夫』オリオン社 1966
- 『一粒の種 堀正由の歩んだ道』オリオン出版社 1970

### 編著
- 『海軍志願兵』編 北原出版創立事務所 1944
- 『スキナヒトノうた』サトウハチロー著並画 編 オリオン社出版部 1954
- 『おんなの有料道路 竹内寿恵,奥野信太郎対談集』編 オリオン社出版部 1961

## 注
1. ↑  『「現代物故者事典」総索引 : 昭和元年～平成23年 2 (学術・文芸・芸術篇)』日外アソシエーツ株式会社、2012年、290頁。
2. ↑  読売新聞訃報
3. ↑  『創意の人』著者紹介